# Wuilker Faríñez
Wuilker Faríñez Aray (* 15. Februar 1998 in Caracas) ist ein venezolanischer Fußballtorwart. Er spielt beim FC Caracas. Der mehrfache venezolanische Jugendnationalspieler wurde 2015 17-jährig erstmals in die A-Nationalmannschaft seines Heimatlandes einberufen.

## Leben & Karriere

### Vereinskarriere
Faríñez wurde im Jahre 1998 als Sohn von Luis Henrique Faríñez und María Soto in der venezolanischen Hauptstadt Caracas geboren und wuchs in der Nachbarschaften Nuevo Horizonte und Gramoven in der Verwaltungseinheit Parroquia Sucre im Norden von Caracas auf. Nachdem er von seinen Eltern im Alter von sieben Jahren bei einem Verein angemeldet wurde, sah ihn sein Vater bei einem Spiel gegen Deportivo Gulima erstmals als Stürmer in Erscheinung treten. Anfangs als Offensivkraft ausgebildet, erkannte man rasch sein Talent als Fußballtorwart und bildete ihn fortan in dieser Position aus. Während seiner Jugend kam er unter anderem im Nachwuchs von  Nueva Esparta (im gleichnamigen venezolanischen Bundesstaat) und Family Club zum Einsatz. Nachdem er bei einem Jugendspiel von Scouts des Rekordmeisters FC Caracas beobachtet wurde, unterschrieb er am 22. September 2011 im Beisein seiner Eltern als 13-Jähriger einen Vertrag im Nachwuchsbereich der Los Rojos del Avila, für die er fortan in der U-14-Mannschaft zum Einsatz kam.
Wie andere Spieler aus dem Barrio Gramoven, so zum Beispiel Emilio Rentería und Cristian Cásseres, schaffte auch Faríñez im Laufe der Jahre den Sprung in den Profifußball. So wurde er als 15-Jähriger im Jahre 2013 erstmals in den Profikader des FC Caracas geholt, wobei der damalige U-16-Caracas-Nachwuchsspieler am 12. Juni 2013 seinen ersten Profivertrag mit einer Laufzeit bis Mai 2016 unterzeichnete. Noch im Nachwuchsalter nahm er an diversen Turnieren in Spanien, Brasilien (Torneo Efipan 2012) und Venezuela teil und trat dabei auch des Öfteren als Mannschaftskapitän in Erscheinung. Des Weiteren nahm er in diesem Jahr an einem durch Harina P.A.N. organisierten und finanzierten Trainingslager bei Real Madrid teil; dort wurde unter anderem auch ein Vergleich mit dem mehrfachen venezolanischen Internationalen Renny Vega aufgestellt.
Am 1. Oktober 2014 gab Faríñez sein Profipflichtspieldebüt im Achtelfinalhinspiel der Copa Venezuela 2014, als er unter Eduardo Saragó im Estadio Alfredo Simonpietri gegen den Zweitligisten FC Arroceros de Calabozo eingesetzt wurde und beim 2:2-Remis zwei Gegentreffer hinnehmen musste. Die Mannschaft schied nach einer 2:3-Niederlage im Rückspiel frühzeitig vom laufenden Pokalwettbewerb aus. Des Weiteren stand er ab 2014 kurzzeitig unter Polin Paez in der B-Mannschaft des FC Caracas mit Spielbetrieb in der Tercera División de Venezuela, in die das Team in der Saison zuvor abgestiegen war. Nach dem Training mit der venezolanische A-Nationalmannschaft und der unerwarteten Einberufung in das venezolanische Aufgebot der Copa América 2015 gab Faríñez nach seiner Rückkehr sein Debüt in der höchsten Fußballliga seines Heimatlandes. Dabei steht er in der Torneo de Adecuación 2015 vor dem sechs Jahre älteren Yhonattan Yústiz als erster Torwart im Profiaufgebot des FC Caracas. Als nur einer von insgesamt zwei Torhütern im Kader gab er sein Ligadebüt am 12. Juli 2015 beim klaren 4:0-Sieg über Tucanes de Amazonas. Danach avancierte er rasch zur Stammkraft in der Profimannschaft, indem er den Abgang von Stammtorhüter und Neu-Nationalspieler Alain Baroja kompensierte und auch seinen sechs Jahre älteren Torhüterkollegen hinter sich ließ. Anfang 2018 wechselte er zum Millonarios FC nach Kolumbien.
Zur Saison 2020/21 wurde Faríñez an den französischen Erstligisten RC Lens verliehen. Nach Ablauf der Leihe verpflichtete der Verein ihn fest.
Im Januar 2024 kehrte Faríñez zum FC Caracas zurück.

### Nationalmannschaftskarriere
Im Jahre 2015 wurde Faríñez für die U17-Südamerikameisterschaft 2015 in Paraguay erstmals in die U17-Nationalmannschaft seines Heimatlandes einberufen. Dabei schied er mit der Mannschaft unter Ceferino Bencomo nach einem vierten Platz in der Gruppenphase der Gruppe A vom laufenden Turnier aus und war dabei selbst als Stammtorhüter bei allen vier Spielen seiner Mannschaft im Einsatz, wobei er insgesamt acht Gegentreffer hinnehmen musste. Aufgrund seines Talentes blieb er auch den Verantwortlichen der venezolanischen A-Nationalmannschaft nicht verborgen und wurde für diese am 12. Mai 2015 erstmals einberufen. Dabei wurde er von Nationaltrainer Noel Sanvicente in ein vorzeitiges 30-Mann-Aufgebot für die Copa América 2015 gewählt und stand danach auch im endgültigen 23-Mann-Kader seines Heimatlandes. Während des Turniers, das die Mannschaft als Gruppenletzter der Gruppe D vorzeitig beendete, war er hinter Alain Baroja und noch vor dem in der spanischen Zweitklassigkeit tätigen Dani Hernández als Ersatztorwart aktiv, wobei er in allen drei Partien seiner Mannschaft auf der Ersatzbank saß, jedoch nicht zum Einsatz kam. Speziell Noel Sanvicente, der selbst jahrelang als Trainer des FC Caracas in Erscheinung trat, lobte den engagierten Nachwuchstorhüter und prophezeite ihm eine erfolgreiche Zukunft.